# Trasmallo
Un trasmallo es un arte de pesca constituido por tres paños de red colocados superpuestos; los dos exteriores tienen la misma luz de malla y la del central es menos tupida al ser de mayores dimensiones. De esta manera, al montarse los tres conjuntamente sobre las relingas los pescados que se «enmallan» son de distintos tamaños al abarcar los paños distintas medidas. En los extremos de cada una de las piezas existen los correspondientes matafiones, que sirven para engarzar unas piezas a otras. 

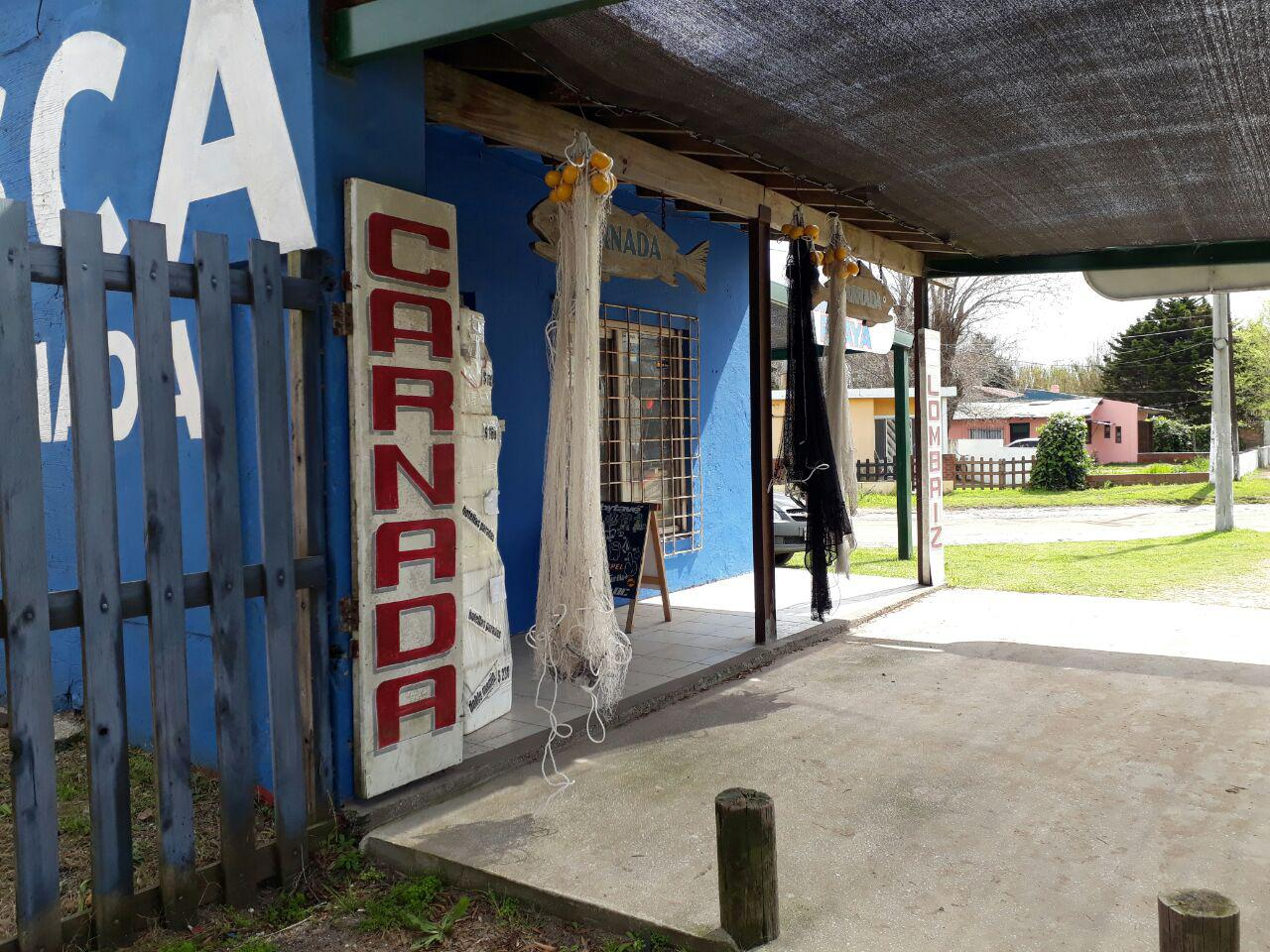
Trasmallo a la venta en una localidad del Mar Argentino

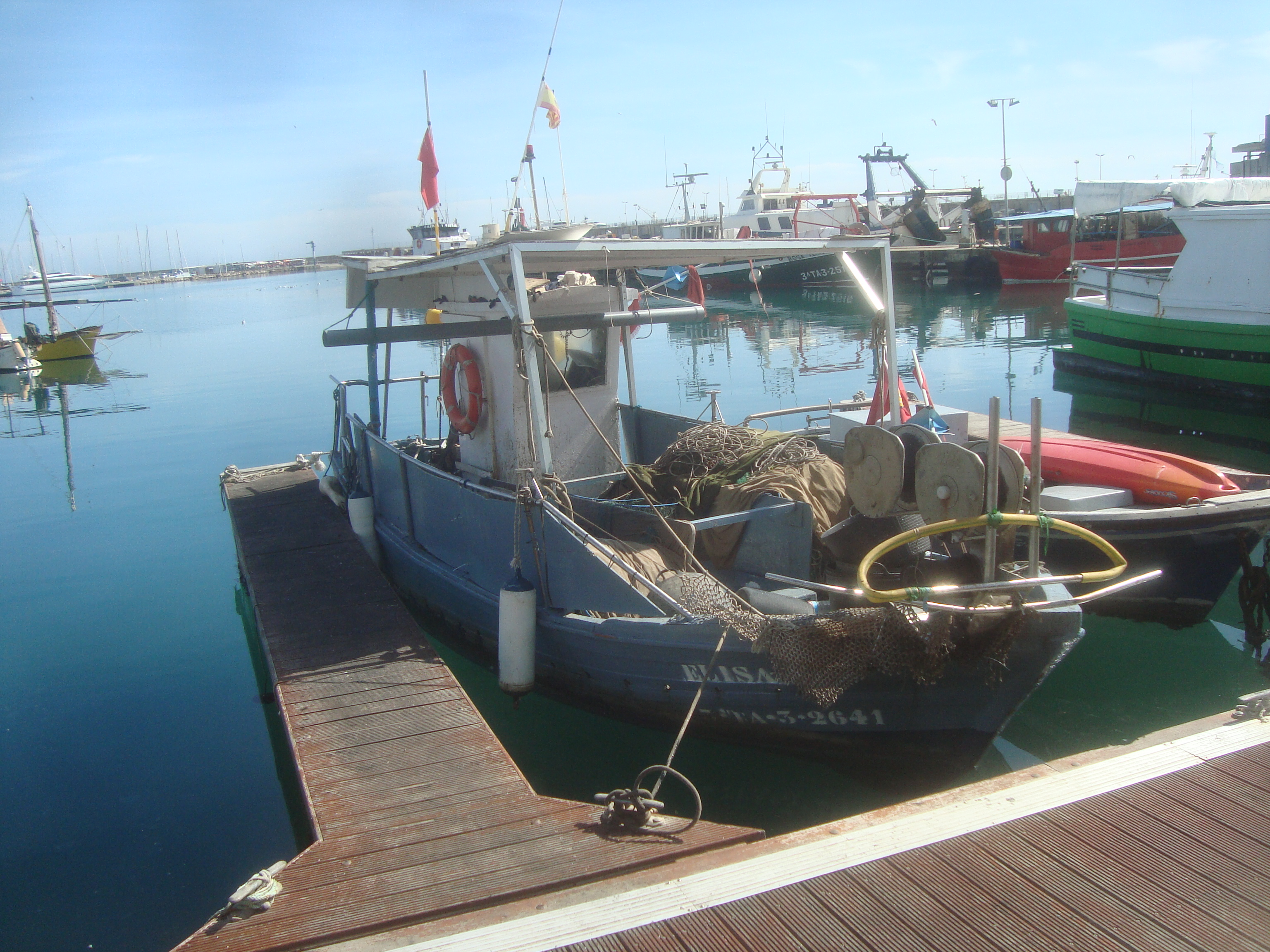
Barca de pesca de la modalidad de trasmallo, Cambrils.

Es un instrumento típico de fondo. Las piezas anterior y posterior son de unos 60 m y la central de unos 100 m y la altura de unos 2 m, aunque pueden montarse trasmallos de mayor altura, hasta unos 8 m. Existen otras con la a malla central más tupida, ya que tiene una luz de unos 20 a 30 mm, siendo de 15 a 20 cm en los laterales. Antiguamente se tejían los trasmallos con algodón, aunque actualmente son de nylon, al igual que las relingas. Se montan 60-70 flotadores por pieza y plomos de 6 a 7 kg por pieza.

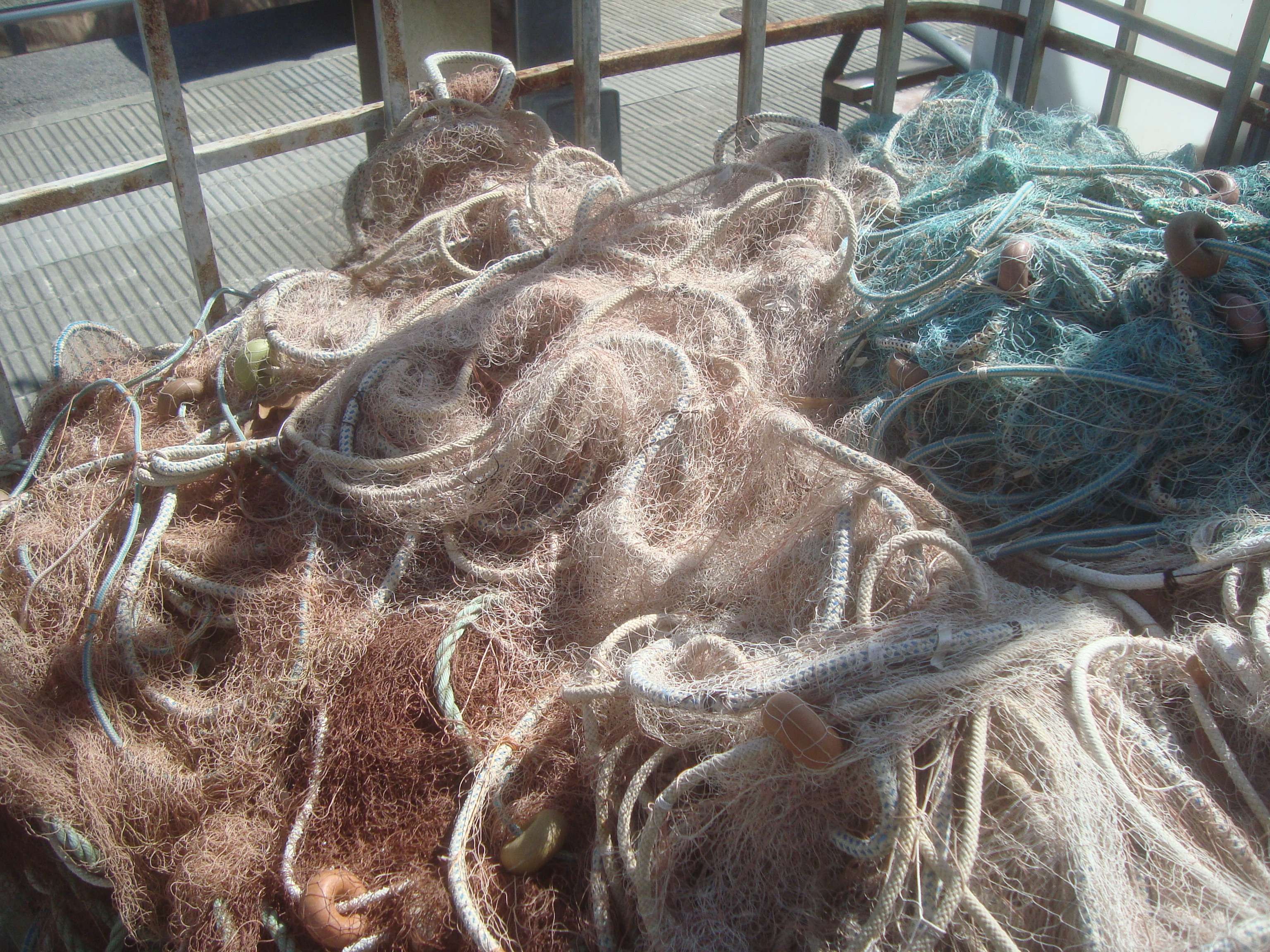
Arte de pesca de trasmallo (España).

El montaje es delicado, se colocan primero las piezas externas perfectamente superpuestas y luego la pieza central repartida uniformemente para que las bolsas que se formen sean regulares en toda la red. Luego se colocan los tres paños conjuntamente sobre las relingas. El tamaño de las bolsas depende de la captura que se pretenda realizar y del fondo marino; se usarán bolsas pequeñas en fondos sucios y ásperos y bolsas grandes en fondos limpios. Los trasmallos se calan en muchas ocasiones cerca de la costa, siempre sobre el fondo, al anochecer para levantarlos al amanecer. Se suelen disponer en línea ondulada, formando un semicírculo o un círculo completo. En la parte terminal del calamento se disponen los correspondientes gallos de señalización y una gruesa piedra o un ancla para fijar el arte al fondo. Aunque generalmente es un arte de tipo artesanal algunas grandes pesquerías como las del salmón del Pacífico norte, realizadas por grandes barcos rusos y japoneses, emplean grandes series de trasmallos.
La pesca con trasmallo se basa en que los peces en sus desplazamientos no perciben la red con lo que al tropezar con ella empujan el paño tupido formando bolsas de las que ya no pueden salir. Con el trasmallo se pescan diversas especies de fondo como los espáridos (pageles, doradas, sargos, salmonetes y lubinas). También los langostinos se suelen pescar con este arte aunque en este caso de día y sin entintar (algodón) o de fibra sintética de tonos claros. Dependiendo de la especie que se pretende capturar el trasmallo presenta ligeras variaciones que en ocasiones dan lugar a nombres particulares. Tanto en España como entre otras grandes pesquerías internacionales es el arte de mayor uso entre las artes costeras artesanales.

## Críticas y prohibición
En diversas partes del mundo se ha prohibido este tipo de redes por ser muy agresiva con las comunidades acuáticas. Esto se debe a que se enmallan ejemplares que no son buscados por los pescadores, o bien, especies cuya pesca está vedada.